# Clara Peeters
Clara Peeters o Clara Lamberts (¿Amberes o Malinas?, provincia de Amberes (Bélgica), c., 1580/1589-después de 1636) fue una pintora flamenca conocida por sus representaciones de bodegón o naturaleza muerta, género del que es considerada una de las iniciadoras en los Países Bajos meridionales (la actual Bélgica).

## Biografía
Fue hija y nieta de pintores. De mal conocida biografía, se la ha supuesto hija de Jan Peeters, nacida en Amberes, donde habría sido bautizada en la iglesia de Santa Walpurgis el 15 de mayo de 1594. Esto la convertiría en una artista precoz, pues su primera obra conocida, fechada en 1607 (Bodegón de galletas, La Haya, galería Hoogsteder), habría sido pintada con catorce años de edad. Investigaciones más recientes indican, sin embargo, que pudo nacer en Malinas hacia 1587 y en el seno de una familia de artistas, siendo su nombre de nacimiento Clara Lamberts, casada con el pintor Henrick Peeters II. Se desconoce todo lo relativo a su formación artística, que se desarrollaría en el ámbito familiar. 
A falta de documentación más precisa, se supone que trabajó en Amberes, tanto por las marcas de fabricante que muestran algunas tablas en las que pintó sus bodegones, como por las que llevan algunos de los objetos que aparecen en ellos. Su periodo de actividad va desde 1607, en que se fecha su primer cuadro, hasta 1621.

## Obra
Se caracterizó por popularizar el uso del autorretrato escondido en objetos de las naturalezas muertas que muchos otros artistas emularían. En el mundo se conservan treinta y nueve obras con su firma o una inscripción que permite la atribución a esta pintora, que fue una de las pocas mujeres artistas activa en Europa durante la primera mitad de siglo XVII.
Estaba especializada en el género del bodegón, en particular como autora de escenas de desayuno y florales en las que objetos preciosos de metal o cerámica se acumulan aparentemente desordenados junto a flores, frutos y piezas de pesca o caza, lo que creaba un conjunto multicolor.
Meticulosa en el detalle, Peeters incluyó pequeños autorretratos en miniatura en los reflejos de las copas de algunos de sus bodegones. También era muy hábil a la hora de distinguir texturas. Algunos autores apuntan en sus pinturas simbolismos religiosos, singularmente en el Bodegón con un pez y un gato (Museo Nacional de Mujeres Artistas), en el que el pez, símbolo de Cristo, estaría colocado en la posición de una cruz.

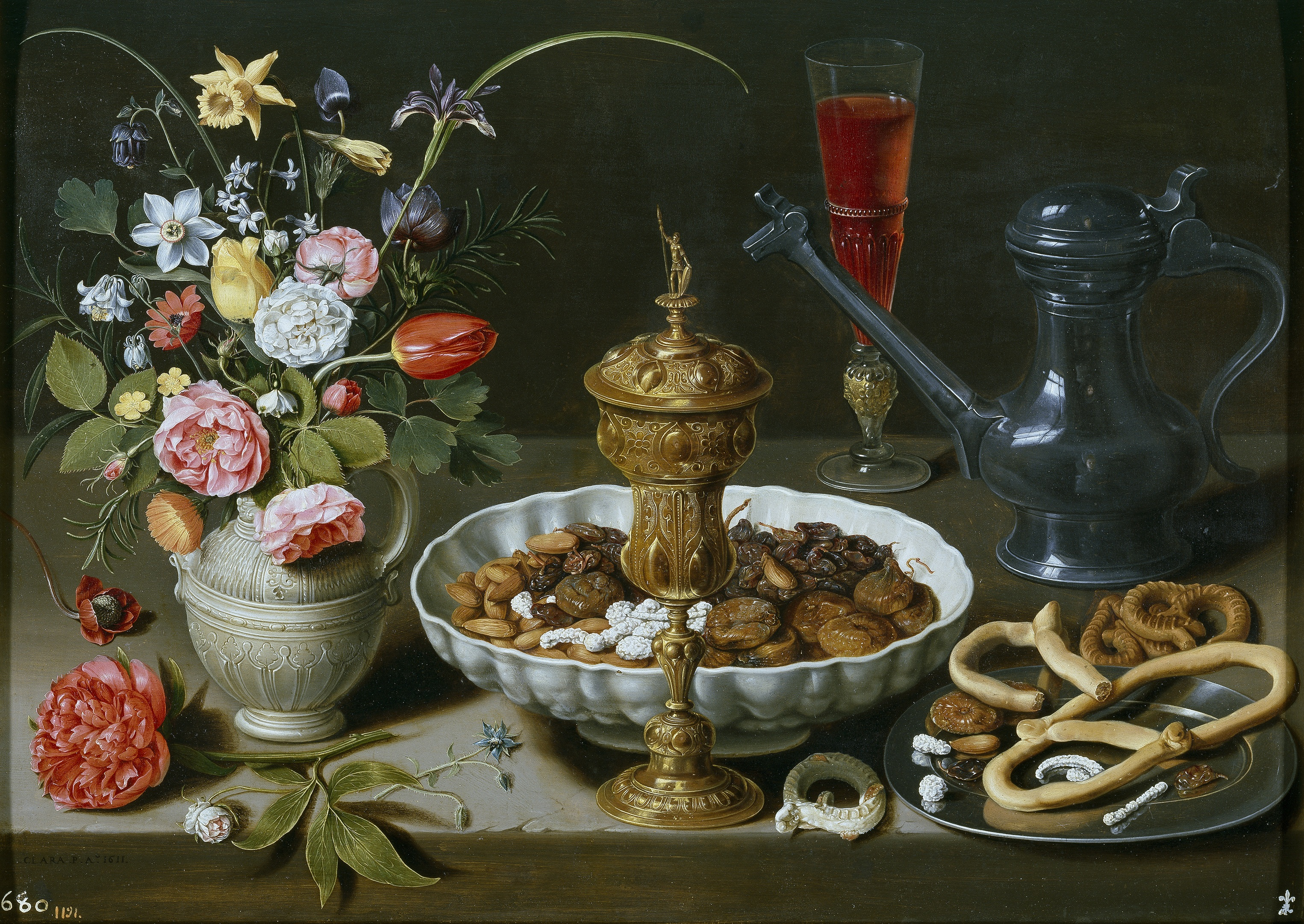
Mesa, 1611, óleo sobre tabla, 52 x 73 cm. Madrid, Museo del Prado, procedente de la colección de la reina Isabel Farnesio.

Clara Peeters aparece citada por Wendy Wasserstein en The Heidi Chronicles, en las que la escritora norteamericana afirma, en su primera escena, que la obra de Peeters fue infravalorada debido a su sexo. 
El Museo Nacional del Prado cuenta con cuatro de sus mejores bodegones, procedentes de la colección real y tres de ellos firmados en 1611. Constituyen el grupo de obras más amplio que puede verse en un solo museo, pues la producción conocida de esta artista es muy escasa y se halla desperdigada en múltiples colecciones, varias de ellas privadas. 
En 2016, Clara Peeters se convirtió en la primera mujer pintora protagonista de una exposición en el Museo del Prado, organizada con la colaboración con el Museo Real de Bellas Artes de Amberes. Junto a su exposición, se puso el foco en la situación de las mujeres artistas a principios de la Europa Moderna. Entre las pocas mujeres pintoras de esa época, no estaba permitido el dibujo anatómico, que implicaba el estudio a partir de cuerpos masculinos desnudos. Esto reducía sus oportunidades de aprendizaje y, por eso, muchas pintoras se especializaron en el bodegón.